# Beogradica
Beogradica is een geslacht van uitgestorven weekdieren uit de klasse van de Gastropoda (slakken).

## Soort
- Beogradica subdiscerta Pavlović, 1927 †